# Тестування на профпридатність до військової спеціальності

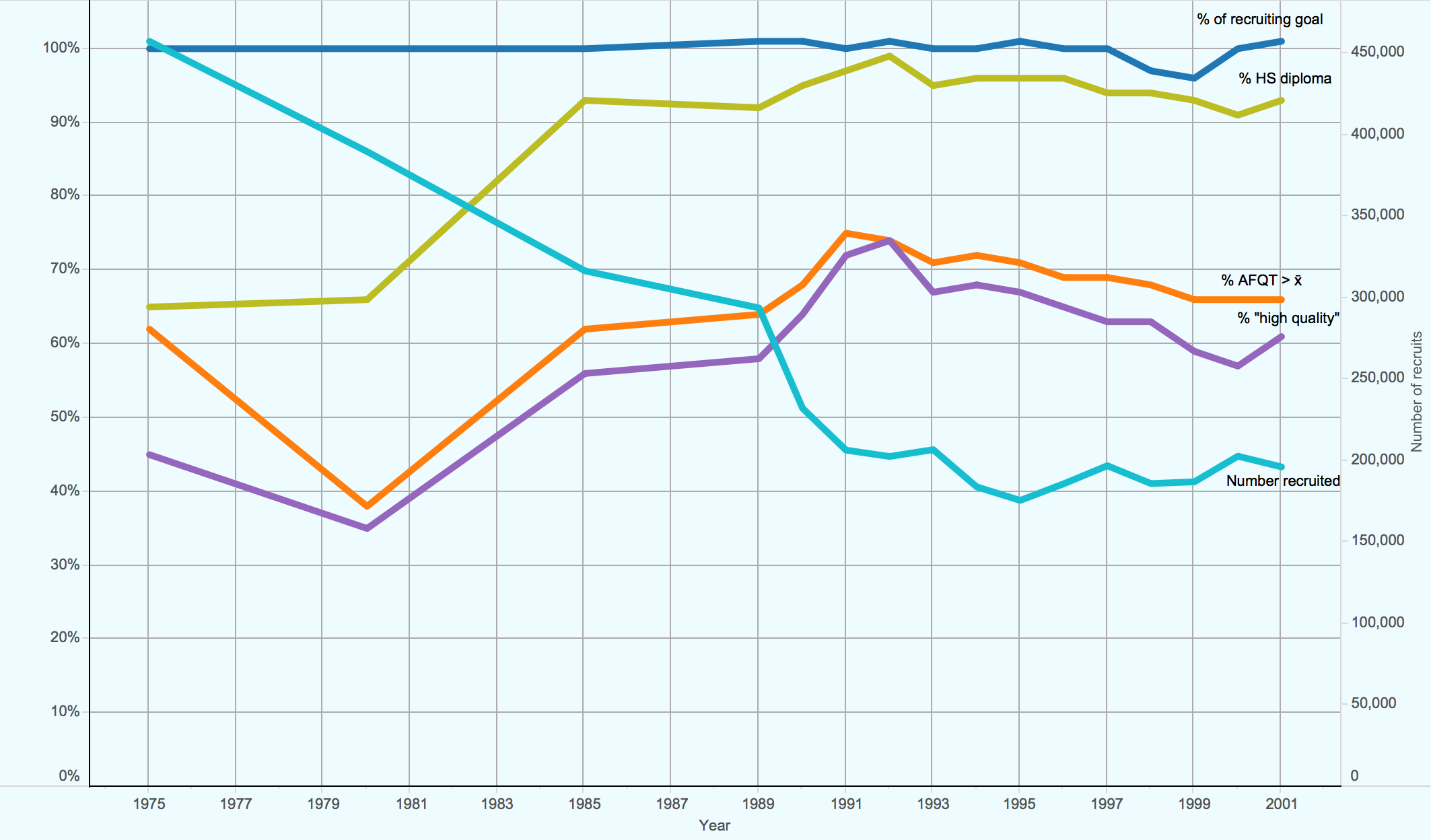
Тенденції рекрутингу з 1975 по 2001 роки. Голубим кольором позначена кількість призовників у всіх відділеннях збройних сил США. Темносинім позначена кількість персоналу, яку потрібно біло завербувати. Золотим кольором позначена кількість зарекрутованих із дипломом середньої школи як мінімум. Помаранчевим позназні відсотоки із AFQT вище середнього - помаранчевим. AFQT вище середнього вказаний фіолетовим кольором

Тестування на профпридатність до військової спеціальності (ASVAB) являється тестом із множинним вибором відповідей, яким Військове командування США визначає відповідність якостей рекрутованих для опанування певної кваліфікації для несення військової служби в збройних силах Сполучених Штатів Америки. Тестування на профпридатність до військової спеціальності і пропонується для прохождення учням середніх шкіл, коли вони знаходяться в 10-му, 11-му та 12-му класах, хоча усі мають право на військову службу і можуть пройти його. Перші три спроби здаються через місяць, а наступні через рік 

## Історія
Вперше ASVAB запропонували в 1968 році. Тестування на профпридатність до військової спеціальності впровадили у всі військові відділи в 1976 році. ASVAB сильно змінився в 2002 році.
На даний момент ASVAB складається з 9 розділів (крім письмового тесту, який містить 8 розділів). Тривалість кожного тесту 10-36 хвилин для арифметичної частини; весь ASVAB триває три години. Тестування може бути письмовим і комп'ютеризованим 

## Кваліфікаційний тест збройних сил
Бали AFQT поділяються на такі категорії:
- Категорія I: 93–99 бали
- Категорія II: 65–92 бали
- Категорія III A: 50–64 бали
- Категорія III B: 31–49 бали
- Категорія IV A: 21–30 балів
- Категорія IV B: 16–20 бали
- Категорія IV С: 10–15 балів
- Категорія V: 0–9 балів

|                                 | Рівень I    | Рівень II                   |
| Відділення                      | ≥ Диплом HS | = GED (тотальний бал)       |
| ------------------------------- | ----------- | --------------------------- |
| Армія                           | 31          | 50                          |
| Морська піхота                  | 32          | 50                          |
| ВПС                             | 36          | 65                          |
| ВМС                             | 31          | 50                          |
| Берегова охорона                | 36          | 50 з 15 кредитами з коледжа |
| * Армія Національної гвардії    | 50          | 50                          |
| * Повітряна національна гвардія | 50          | 50                          |

## Тотальні бали
Тести AFQT і ASVAB оцінюють набрані бали відповідно до військової спеціальності (MOS).
Бали з дев'яти тестів підсумовуються і отримуються тотальні бали для визначення кваліфікації для присвоєння військової спеціальності.
Тотальні бали для зарахування до Військово Повітряних Сил/Повітряної національної гвардії(стандартна оцінка AFQT AR + MK + (2 x VE)) 
| М | Механіка        | MC + GS (2 × AS)  |
| A | Управління      | НІ + CS + VE      |
| G | Загальні знання | VE + AR           |
| Е | Електрика       | AR + MK + EI + GS |

| CL       | Канцелярія                    | VE + AR + MK      |
| EL       | Електроніка                   | GS + AR + MK + EI |
| GT       | Загальна техніка              | VE + AR           |
| ММ       | Механічне обслуговування      | НІ + AS + MC + EI |
| СВ       | Кваліфіковані технічні знання | GS + VE + MK + MC |
| * MARSOC | Спеціальне призначення        | GT = 105          |

## Валідність тесту ASVAB
Тест AFQT входить до складу ASVAB і націлений на вимірювання рівня інтелектуального розвитку. Тест AFQT згадується у книзі Гернштейна і Мюррея "Крива дзвона". Було виявлено кореляцію 0,96 між AFQT та швидкістю читання (Sticht, Caylor, Kern, & Fox, 1972). Ще одне дослідження 2000-го року підтвердило кореляцію між швидкістю читання 17-річних юнаків і їхніми результатами оцінювання із AFQT тесту (Campbell et al., 2000) і виявило кореляцію 0,97 між оцінками читання та оцінками AFQT. Результати оцінювання з тесту AFQT сильно корелюють з класичними тестами на IQ, зокрема з результатами інтелектуальної шкали для дітей Вексслера 

## Інші джерела
- Gregory, Robert J. (2011). Psychological Testing: History, Principles, and Applications (вид. Sixth). Boston: Allyn & Bacon. ISBN 978-0-205-78214-7.
- Hogan, Thomas P.; Brooke Cannon (2007). Psychological Testing: A Practical Introduction (вид. Second). Hoboken, NJ: John Wiley & Sons. ISBN 978-0-471-73807-7.
- Marks, D.F. (2010). "IQ variations across time, race, and nationality: an artifact of differences in literacy skills". Psychological Reports, 106, 643-664.
- Kaufman, S.B. (2010). "The Flynn Effect and IQ Disparities Among Races, Ethnicities, and Nations: Are There Common Links?"

## Зовнішні посилання
- Офіційний сайт
- Опис тесту ASVAB : структура, час, розділи та бали
- Що таке тест ASVAB?, GoArmy.com.